# Salud Hernández-Mora
Salud Hernández-Mora Zapata (Madrid, España; 11 de febrero de 1957) es una activista, columnista y escritora española, conocida por ser reportera del periódico español El Mundo, columnista del periódico colombiano El Tiempo, y posteriormente de la Revista Semana.

## Biografía
Hernández-Mora es titulada en Periodismo por la Universidad Complutense de Madrid, estudió un Master en Broadcasting Journalism en New York University con una beca Fulbright. Comenzó trabajando como periodista en Europa Press, Antena 3 Radio (con Antonio Herrero); el gabinete de prensa de CEIM, Partido Liberal, Partido Popular y Banesto.
En 1981 entrevistó a Carlos Iglesias por el secuestro de su padre Julio Iglesias Puga, un secuestro de 19 días atribuido a ETA. Colaboradora para la sección Internacional del diario El Mundo desde 1999.
Llegó a Colombia en 1997 como consultora de la empresa de relaciones públicas Burston Marsteller la cual inició operaciones en Colombia en 1998, aunque según el concejal bogotano Diego Molano, habría llegado a Colombia invitada por Francisco Santos después de haber sido este hospedado por su familia en Madrid.

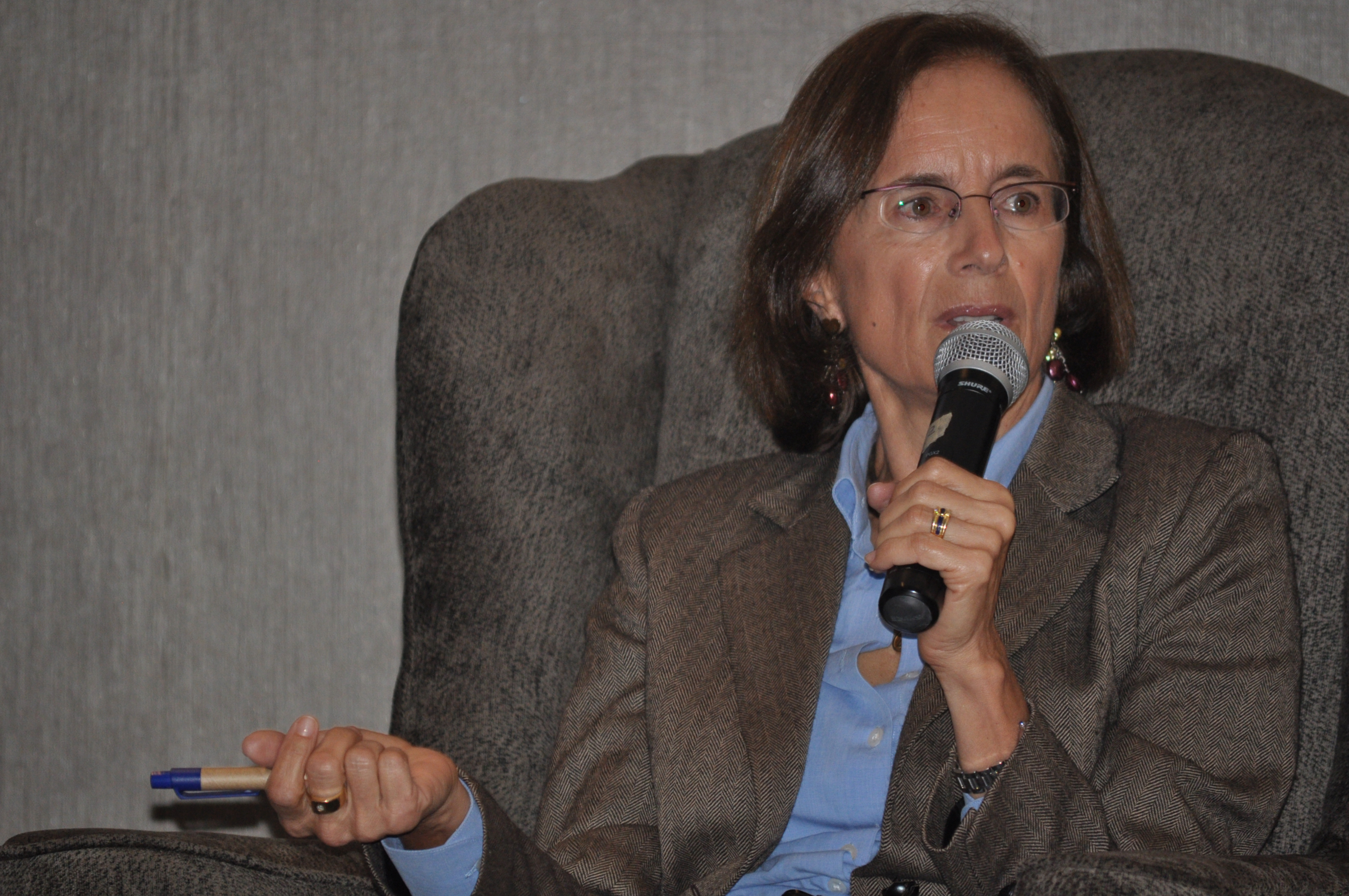
Hernández-Mora, corresponsal de El Mundo en Colombia.

En 2002 escribió el prólogo de la autobiografía del jefe paramilitar Carlos Castaño encargándose también de la redacción del texto el cual toma la forma de una entrevista entre el exjefe de las AUC y la periodista. Según la revista Semana " El jefe de las AUC le pide a la periodista que suavice el tono de una de sus respuestas, en la que afirma que varios miembros de la organización criminal se enriquecen con el dinero del narcotraficante, solicitud que Hernández-Mora acepta". El artículo también incluyó las declaraciones de varios funcionarios del DAS que dicen haberle entregado a la columnista información privilegiada para desacreditar a magistrados de la Corte Suprema de Justicia. El DAS posteriormente fue desmantelado por el escándalo de la parapolítica y las chuzadas.
En 2004 generó un escándalo nacional al publicar una columna en la cual denominaba la ciudad de Pereira como la "cuna de las prostitutas".
E 2016 fue secuestrada durante seis días por el grupo guerrillero, Ejército de Liberación Nacional (ELN) cuando estaba realizando un trabajo sobre erradicación de cultivos de coca en El Tarra, Norte de Santander el 21 de mayo de 2016.
Es integrante de las juntas directivas de la Fundación País Libre y de la Fundación Esperanza.
En 2019 pasó a ser columnista de la revista semana tras el despido de los periodistas Daniel Coronell y Daniel Samper quienes fueron despedidos de la revista por denunciar los abusos de derechos humanos cometidos por el gobierno de derecha de Iván Duque. Esto se dio tras la compra de la revista semana por parte de los banqueros Gillinsky.

## Secuestro
"Ordené a Fuerza Pública prioridad y dedicación para establecer el paradero de la periodista Salud Hernández-Mora."
Juan Manuel Santos, Presidente de Colombia

El ELN liberó a la periodista Salud Hernández-Mora el 27 de mayo de 2016. La liberación fue posible gracias a la gestión de la Iglesia católica y tras la activación de un corredor humanitario.

"Estaba secuestrada, yo por mi voluntad no tengo a mi familia sufriendo diez días ni haciendo este show."
Salud Hernández-Mora

## Posiciones políticas
Salud Hernández-Mora es ampliamente reconocida en Colombia, donde sostuvo una posición muy crítica respecto al proceso de paz con las FARC y el gobierno del presidente Juan Manuel Santos. Se opuso a que las FARC no vayan a la cárcel en medio de un proceso de imposición de pena alternativas:

"La cárcel es el sistema en las democracias para castigar delitos, y más los atroces. No es cultivar hortalizas. Y el camino culebrero que nos presentaron el jueves solo persigue un fin: la impunidad de las Farc en el futuro, única preocupación de ‘Timo’ y secuaces junto a lavar bienes."
Salud Hernández-Mora, El Tiempo, 2016.

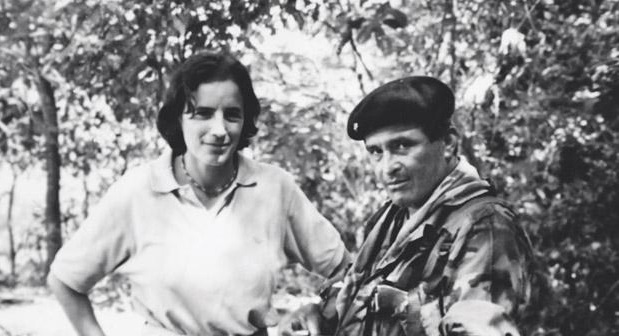
Salud Hernández-Mora en el Caquetá en una entrevista para la agencia Europa Press.

Hernández-Mora se ha declarado abiertamente de derecha, incluso hay sectores políticos y periodistas que la tíldan de extrema derecha mencionando que "sueña" con la dictadura de Francisco Franco, quien gobernó España durante casi 40 años con ideología fascista.

## Controversias

### La no retractación por una de sus columnas
En su columna del 14 de agosto de 2005 del diario El Tiempo denominada '¿Un pirómano en la Corte?', Hernández-Mora se refería a una información publicada por El Espectador, que cuestionaba la imparcialidad del magistrado Rodrigo Escobar en la Corte Suprema de Justicia para algunos casos, en especial la Ley de Justicia y Paz.
Hernández escribió en su columna que una de las fuentes que entregó la información a El Espectador había sido un magistrado de la propia Corte y que si tuviera que apostar por un nombre, ese sería Jaime Araújo Rentería. El magistrado Araújo había instaurado una denuncia penal contra la columnista para que dijera de dónde había sacado esa información. Ante la negativa de Hernández a hacerlo, presentó una tutela contra la periodista, El Tiempo y sus directores, que posteriormente le fue negada.

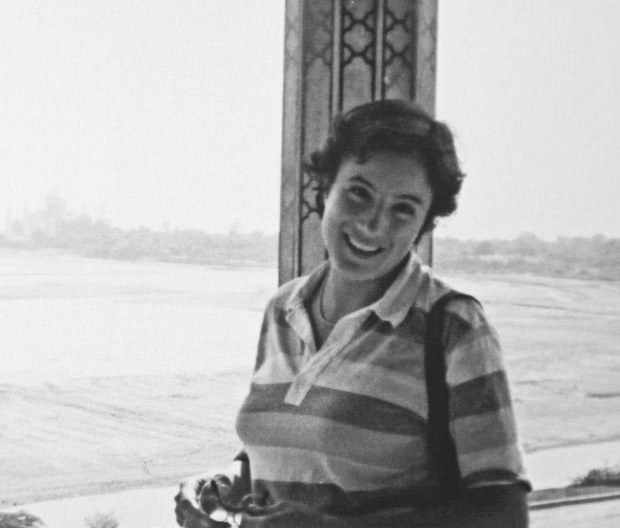
Salud Hernández-Mora en su juventud tras un viaje a la India.

### Acusación a Jaime Arrubla
El 15 de agosto de 2010, en una columna titulada “El roscograma judicial”, publicada en El Tiempo, Hernández se quejaba de un incomprensible viaje a China de los magistrados y del clientelismo que, en su criterio, corroyó la administración de justicia. En relación con Arrubla, anotó que no tenía presentación que la Corte hubiera sido incapaz “de ponerse de acuerdo para elegir un presidente y siga en calidad de encargado Jaime Arrubla, y no creo que sus compañeros lo rechacen porque amenizara con su portentosa voz las veladas de Giorgio Sale”. Se refería al testaferro del integrante de las Autodefensas Unidas de Colombia, Salvatore Mancuso, procesado y detenido en Italia, de quien se supo ofreció catas de vinos a las que asistieron magistrados de las altas cortes y otras personalidades.
El magistrado Jaime Arrubla denunció a la periodista por injuria y calumnia, al considerar que la carencia de veracidad de la información lesionó su buen nombre.

## Libros
- 2002 La fascinación de la vorágine: Crónicas de un país incomprensible, Editorial Intermedio, Bogotá
- 2008 La Otra Colombia: años 1999-2007, Editorial Debate
- 2014 Viajes a la Colombia profunda, Editorial Intermedio, Bogotá
- 2014 Acorralada, Editorial Planeta
- 2015 Sin Salida, Editorial LID

También es autora del prólogo del libro "Mis Confesiones" de Mario Aranguren Molina sobre la vida del comandante paramilitar de las Autodefensas Unidas de Colombia, Carlos Castaño Gil, donde indica que espera que se reduzca el apoyo a dicho comandante.